# Cannibalisme animal
 (février 2022).
 (février 2022).
- Si vous ne connaissez pas le sujet, laissez ce bandeau (vous pouvez alors contacter les auteurs).
- Si vous supprimez le contenu mis en cause (vous pouvez préalablement contacter les auteurs),

argumentez précisément cette suppression dans la page de discussion
(un manque de référence n'est pas un argument ; une recherche réelle de référence doit avoir été effectuée, être formellement documentée).
Pour le cannibalisme humain, voir Anthropophagie.

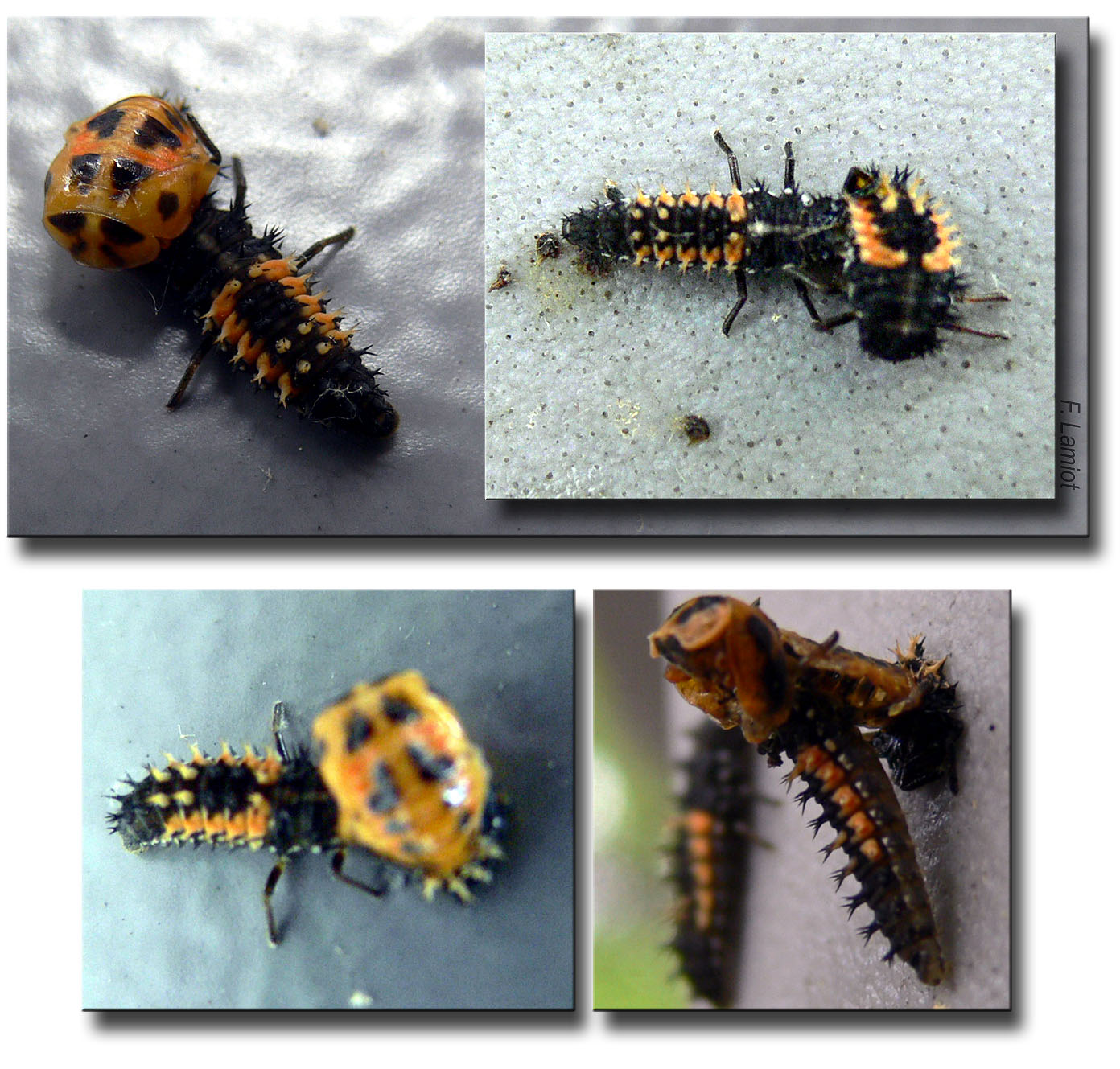
Exemple de comportement de cannibalisme occasionnellement observé chez certaines larves de coccinelle Harmonia axyridis (espèce invasive)

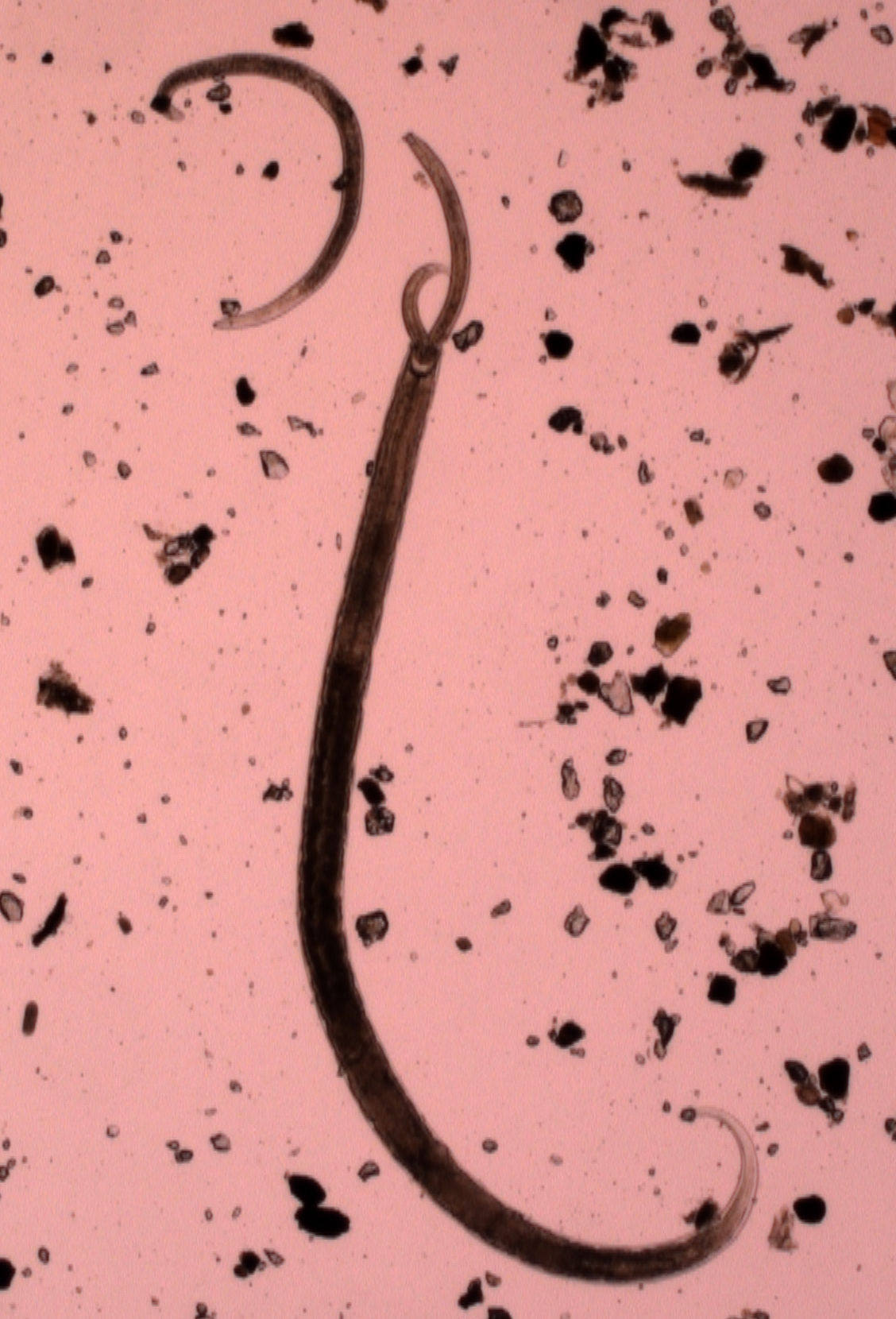
Exemple de cannibalisme chez les Nématodes : Mononchidae mangeant un autre Mononchidae.

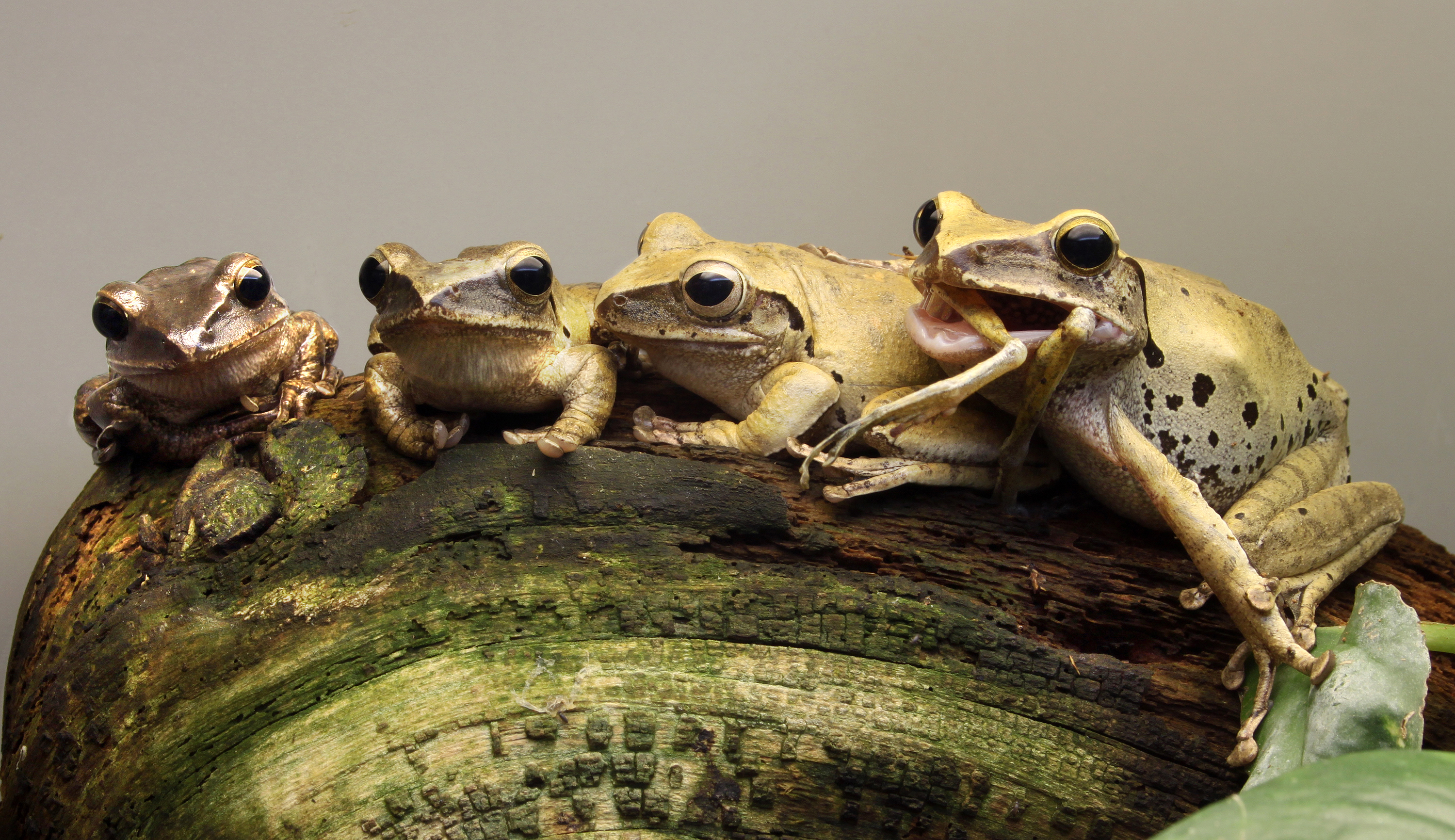
Des Polypedates leucomystax au Jardin zoologique de Stuttgart (Allemagne). La grenouille à droite a un congénère dans sa bouche, le cannibalisme est fréquent chez cette espèce.

Le cannibalisme animal est une pratique consistant à manger une ou plusieurs parties d'un individu vivant de la même espèce. De nombreux animaux le pratiquent par nécessité ou par instinct. Il s’agit donc d’une forme particulière de prédation intraguilde. Le cannibalisme ne se retrouve pas dans tous les taxons mais néanmoins dans diverses branches du règne animal : protozoaires, arthropodes (arachnides et insectes en particulier), amphibiens, poissons, oiseaux, et 75 sur les 5 700 espèces de mammifères (dont les rongeurs, les Hommes). Son observation se fait généralement pour de rares cas anecdotiques ou dans des cas d’élevage (aquaculture par exemple). Il s’agit ainsi d'une pratique le plus souvent occasionnelle.

## Différentes formes de cannibalisme
Plusieurs configurations environnementales peuvent mener à l'émergence de la prédation intraspécifique. Ainsi, on classe différents types de cannibalisme en fonction des conditions sous-jacentes à leur apparition.

### Cannibalisme de survie
Le cannibalisme est dit de survie quand il va se développer pour permettre à l’individu de continuer à vivre dans son habitat malgré la présence d’un facteur externe qui pourrait mener à sa mort. Ceci se traduit par le besoin d’obtenir des ressources pour sa propre survie, même si cela conduit à s’attaquer à ses conspécifiques. On peut distinguer différents sous-types de cannibalismes de survie.
Le cannibalisme de densité-dépendance, aussi appelé cannibalisme de surpeuplement ou cannibalisme par effet de foule, se développe lorsque les individus sont très nombreux. Il peut également se développer quand il est lié à un stress d’inanition, c’est-à-dire à une peur de ne pas avoir assez de nourriture. Ce stress peut être dû à un phénomène observé, telle la diminution progressive de la quantité de proie ou à un facteur quelconque de l’environnement, mais il peut aussi parfois subvenir sans signes avant coureurs spécifiques. Dans un environnement défavorable, le cannibalisme peut être perçu comme une fonction adaptative, et un comportement optimal de recherche de la nourriture.
Bien évidemment, ces différents cannibalismes de survie peuvent être liés et ne sont pas toujours dissociables.
Quelques exemples de cannibalisme de survie :
- Têtard : La plupart des têtards sont herbivores. Cependant, chez quelques rares espèces, quelques-uns deviennent cannibales en réponse à des conditions de vie difficiles.
- les crabes de cocotier présentent parfois des comportements cannibales[6].

### Cannibalisme sexuel

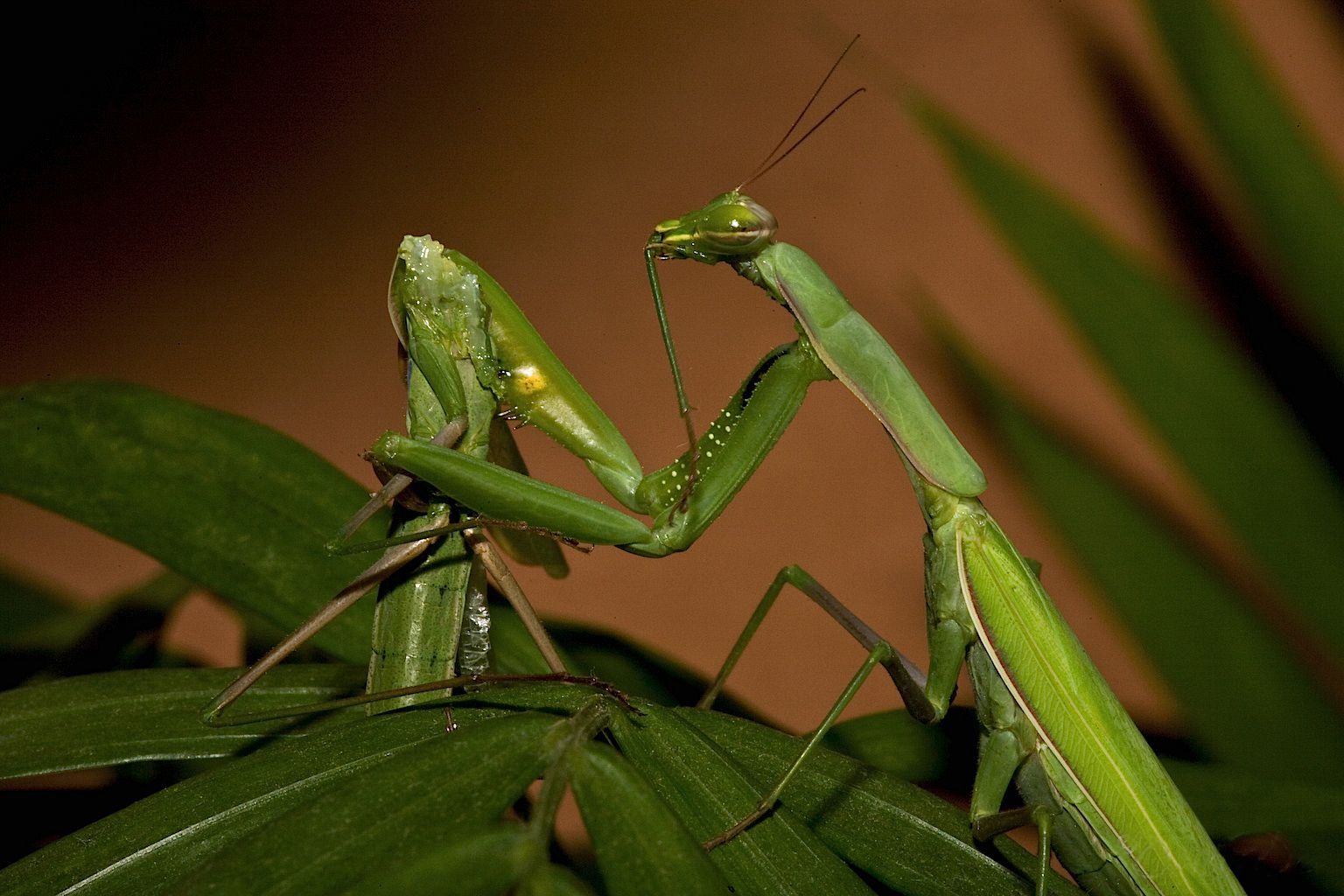
La mante religieuse dévore parfois le mâle durant l'accouplement.

Le cannibalisme sexuel se dit lorsqu'un individu consomme son partenaire sexuel pendant ou après l’accouplement. Cette technique est utile chez la femelle pour récupérer l’énergie nécessaire pour la ponte future et procurer les soins nécessaires à sa progéniture.
Ce type de cannibalisme a été recensé chez plus de 90 espèces, principalement chez les arthropodes (arachnides et insectes en particulier), mais aussi chez quelques mollusques et crustacés. Parmi les exemples de cannibalisme sexuel les plus connus :
- certaines araignées femelles dévorent le partenaire mâle lors de l'accouplement. En dépit du folklore attaché à son nom la fameuse veuve noire ne fait pas partie des habituées de ce cannibalisme conjugal (contrairement à la Veuve noire à dos rouge). La femelle dévore exceptionnellement le mâle lorsque les ressources nutritives du milieu sont quasi-nulles et le mâle parvient le plus souvent à s'échapper[8]. Encore plus rare, il existe des araignées-loups ou des Argyronètes mâles qui cannibalisent leurs homologues de sexe féminin (plus fréquemment des femelles non vierges)[9].
- la mante religieuse dévore parfois le mâle durant l'accouplement[10],[11], particulièrement lorsqu'elle est affamée.
- La femelle du criquet brun des ruisseaux (en) dévore les ailes du mâle lors de la copulation[12].

Les scientifiques ont longtemps interprété le cannibalisme sexuel comme un avantage pour les femelles de disposer des ressources protéiques nécessaires pour porter les œufs et augmenter leur fécondité, ce qui accroît le succès reproducteur des mâles. Chez certaines espèces à vie courte où, du fait des circonstances écologiques, les mâles ont peu de chances de s'accoupler plus d'une fois dans leur vie, le cannibalisme sexuel peut en effet correspondre à un « suicide » adaptatif du mâle qui augmente l'investissement paternel dans la progéniture. Cette interprétation est à nuancer chez les araignées où des études montrent que la consommation, même du mâle entier par la femelle, ne délivre pas un apport alimentaire intéressant en raison du fort dimorphisme sexuel. Si l'acte de cannibalisme se produit avant que le mâle ait fécondé la femelle, l'avantage de ce « sacrifice » s'interprète plutôt dans le cadre de la théorie du conflit sexuel.

### Cannibalisme parental ou cannibalisme filial
Le cannibalisme parental, appelé aussi cannibalisme filial ou puerpéral, concerne les adultes qui dévorent une partie de leur descendance, ce qui le distingue de l'hétérocannibalisme (entre individus génétiquement différents) et du cannibalisme « sibling » (chez des individus issus de mêmes parents, par exemple le cannibalisme mutuel chez les jeunes d'insectes ou d'escargots herbivores qui n'ont pas encore de microbiote intestinal capable de digérer les végétaux). Il peut se développer anormalement lors de manipulation en laboratoire, mais il se trouve naturellement dans la nature (œufs trophiques,, réponse au surpeuplement ou au manque de nourriture, petits morts de maladies, malformations...).
Quelques exemples de cannibalisme parental :
- Chez la plupart des rongeurs, après avoir mis bas, la femelle mange le cordon ombilical jusqu'au nombril de son petit et continue à dévorer celui-ci s'il ne réagit pas quand elle commence à le mordre. Cela permet l'élimination des petits trop faibles et permet à la mère de retrouver ses forces.
- Les coraux, les palourdes mangent leurs larves.
- En cas de disette pouvant provoquer la mort de la ruche, les abeilles sont amenées à dévorer les larves et les nymphes.
- Le cannibalisme puerpéral a été observé chez la truite, le brochet (ils dévorent une partie des alevins)[18], les requins (les « embryons » pouvant se nourrir des œufs plus jeunes, phénomène d'oophagie et, dans certains cas, un véritable cannibalisme in utero se développe permettant aux jeunes les plus âgés de se nourrir au détriment des plus jeunes[19]), le blaireau, le furet, le cochon d'Inde, le hérisson, le hamster, le lapin, la hase, l'ours brun, la truie, la chatte, la chienne, la vache, la jument, etc.[20].
- Le kronisme est une pratique chez les oiseaux consistant à tuer un ou plusieurs de leurs poussins afin d'améliorer les chances de survie des autres poussins. Il se produit quand les conditions alimentaires sont défavorables.

Les araignées pratiquent des cas exceptionnels de cannibalisme filial inversé, la matriphagie : les juvéniles de certaines espèces, notamment chez Stegodyphus sarasinorum ou Amaurobius ferox, dévorent leur mère qui s'auto-liquéfie pour offrir protéines et énergie à sa descendance.

### Autres
- Un cas de cannibalisme a été rapporté[22] chez les calmars géants.

## Cannibalisme: aspects démographiques
Le cannibalisme peut influencer la démographie des populations le pratiquant, c’est-à-dire modifier de manière quantitative ou qualitative la dynamique des populations cannibales. Ceci se fait grâce à une variation de caractéristiques clés telles la mortalité, la natalité et la migration.

### Impact du cannibalisme sur les traits d'histoire de vie
Un trait d'histoire de vie correspond à toute caractéristique affectant soit la survie d’un individu, soit sa reproduction, et donc à terme sa valeur sélective (biologie). Les aspects démographiques du cannibalisme pour la population le pratiquant doivent prendre en compte sa rentabilité car : si elle augmente la population va croître, si elle diminue la population va décroître ; du fait de ses liens étroits avec les taux de mortalité et natalité. L'aptitude due au cannibalisme peut donc mener au maintien de la population, à sa croissance ou à son déclin.[réf. nécessaire]
- (i) Tuer sa proie : soit une modification évidente des effectifs de la population, sachant que la proie est ici de la même espèce que son prédateur

- (ii) Manger sa proie : donc un gain énergétique plus ou moins important pour le prédateur qui va améliorer sa propre survie
- (iii) Des interactions taille-dépendantes : certains stades de développement ou catégories de tailles peuvent être préférentiellement touchées par le cannibalisme
- (iv) Une compétition intra-spécifique : on élimine un concurrent conspécifique pour la ou les ressources alternatives, donc on améliore potentiellement sa survie future.

#### «Coût biologique» du cannibalisme
Les modèles mathématiques et les analyses théoriques présentent le cannibalisme comme un moyen de maximiser la rentabilité individuelle : il s’agit souvent d’une fonction adaptative pour répondre à une limitation de nourriture ou à une compétition extrême pour les mêmes ressources. Il semble intuitif que manger son semblable ne présente pas que des avantages, sinon ce ne serait pas si rare : il existe donc des coûts au cannibalisme. On distinguera entre autres le risque associé au fait d’attaquer une proie (puisque le con-spécifique pourrait aussi être un prédateur), le risque de transmission de maladies, virus et parasites, mais aussi une perte directe de rentabilité lors de la consommation de ses con-spécifiques.
Il est ainsi possible de voir le coût imposé à la rentabilité par le cannibalisme par une équation mathématique assez simple et intuitive :
F = a + bE – rC – k1R – k2P (1)
où :
- a est une constante
- b est un coefficient permettant de lier la rentabilité F à l’énergie acquise E
- C représente la probabilité de manger l’un de ses apparentés
- r représente l’importance de C dans la perte de rentabilité : il s'agit du degré d'apparentement entre le cannibale et sa victime
- R est le coût de vengeance
- P est la probabilité de mortalité à la suite d'une transmission de maladies, virus ou pathogènes
- k1 est un coefficient qui convertit la fréquence de vengeance en perte de rentabilité
- k2 est un coefficient qui convertit la fréquence de mort à la suite d'une infection en perte de rentabilité

Explication : si l’on suppose que l’apport de nourriture est directement lié à la rentabilité F des individus, car lié à la survie et à la reproduction, alors F peut être est donnée par : F = a + bE (2). On lui retranche ensuite les différents coûts. D'abord celui dû au cannibalisme via le terme rC. De façon intuitive, on comprend que lorsque la population n’est pas cannibale rC = 0 et on retombe sur (2). Il est aussi possible de prendre en compte les coûts associés en cas de représailles (potentielle diminution de F si la proie attaquée se retourne contre son prédateur et le consomme au lieu de se laisser consommer), et d’ajouter le coût dû à la transmission de maladies, virus ou pathogènes.
Remarque : quand un cannibale tue et consomme un individu de sa propre espèce, il peut lui être apparenté ou partager une partie de son génome. En général, si le cannibalisme se fait entre individus non liés génétiquement alors le cannibale profite simplement d’un apport de nourriture et augmente sa fitness individuelle. Cependant, dans le cas contraire, il y aura une perte de fitness qui sera plus ou moins forte suivant leur degré de parenté, puisqu'il réduit les bénéfices de nutrition et survie du groupe d’individus apparentés qu’il consomme. D'où le terme r.[réf. nécessaire]
C’est par exemple le cas pour le cannibalisme filial : le parent augmente sa rentabilité future en diminuant sa rentabilité actuelle.
Cependant, cette équation oublie d'autres coûts :
- Dans les cas de cannibalisme sexuel, il existe un coût pour le cannibale qui peut risquer de ne pas pouvoir se reproduire et donc d’avoir une diminution de sa rentabilité. C’est par exemple le cas pour du cannibalisme se passant avant l’accouplement où les femelles prennent alors le risque de rester « vierges », or si toutes les femelles ne s'accouplent pas il y aura un potentiel déclin de la population au cours du temps.

- Bien sûr, le cannibalisme ne va pas avoir un impact juste sur les individus le pratiquant et leurs con-spécifiques. Il y aura également des effets sur le milieu où se développe cette pratique. Les cannibales étant généralement des prédateurs (de fin de chaîne trophique ou non), leur comportement influencera le reste de leur environnement.

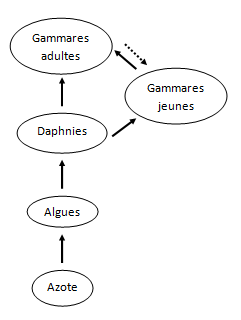
Schéma simplifié du réseau trophique

 Exemple : dans les écosystèmes marins il peut y avoir du cannibalisme chez le zooplancton qui peut entraîner des impacts sur toute la chaîne alimentaire, depuis les individus normalement consommés par ce zooplancton jusqu’à la productivité primaire nette. En effet, on peut supposer différents niveaux dans ce réseau trophique :
- la concentration du nutriment limitant du milieu (ici l'azote) ;
- le phytoplancton (ici des algues) ;
- le zooplancton :
  - une espèce non prédatrice des autres zooplanctons (ici les daphnies) ;
  - une espèce prédatrice des autres zooplanctons (ici les gammares) : les gammares adultes peuvent cannibaliser les gammares jeunes.

Trop de cannibalisme entraîne une décroissance de la population de gammares : elle n’arrivera plus à se maintenir (tous les petits seront mangés avant de devenir adultes et quand les adultes vont mourir la population s’éteindra). Il y a alors aussi un impact sur les daphnies : elles augmentent car ne sont plus consommées, ce qui provoque une diminution d’autant plus forte des algues et donc influe sur la quantité d’azote du milieu. On a donc des conséquences sur toute la chaîne alimentaire. Avec peu de cannibalisme, la productivité primaire nette augmente par rapport à sa valeur sans cannibalisme, mais quand il y en a trop alors elle est encore plus faible qu’en son absence. Ainsi, la productivité primaire nette présente un optimum avec un peu de cannibalisme. Or, quand la production primaire nette est trop basse, il y a un impact sur tout l’écosystème. Ainsi, en étant trop cannibales les individus peuvent doublement causer des dommages à leur milieu et potentiellement mener à terme à leur propre déclin, voire à leur disparition.[réf. nécessaire]
Les coûts touchent principalement la fitness globale de la population dont certains individus sont devenus cannibales, car elle décroit avec l’augmentation du cannibalisme, mais ce n’est pas parce que la fitness globale diminue que l’individuelle des cannibales diminue aussi ; tout au contraire! Le cannibalisme permet de maximiser sa fitness individuelle, c’est pourquoi il doit donc y avoir des bénéfices derrière ces coûts.[réf. nécessaire]

#### «Avantages» du cannibalisme
[réf. nécessaire]
- Le cannibalisme filial permet notamment à la femelle de récupérer une partie de l'énergie investie durant la reproduction. Une autre vision de la chose serait qu’il est alors potentiellement permis d'améliorer les effets d’asynchronismes de la maturation des œufs (temps de maturation différents) et donc de réduire la durée de nidification en éliminant les œufs non matures[réf. nécessaire].

Par exemple, l’énergie obtenue par la consommation d’œufs chez le pince-oreille maritime Anisolabis maritima améliore la qualité des soins aux jeunes et donc augmente le succès reproducteur futur. De plus, le sacrifice d’une partie de la descendance par la mère lui permet de ne pas quitter son nid pour se nourrir, ce qui rend moins vulnérable toute sa descendance à la prédation, mais lui évite aussi une possible mort hors du nid, vouant ainsi ses petits à la mort.
Chez le Hamster doré Mesocricetus auratus, la mère met bas des portées trop importantes et va en dévorer certains membres au cours des premiers jours. Grâce au cannibalisme de ses petits, la mère récupère des ressources et augmente sa survie, mais surtout cela lui permet d’avoir des portées plus petites et donc des individus plus gros au moment du sevrage car elle peut mieux redistribuer ces ressources via l’allaitement.
- Le cannibalisme peut aussi être avantageux quand il permet de diminuer le nombre d’individus malades dans la population. C’est par exemple le cas pour limiter la transmission d’agents pathogènes via du cannibalisme parental chez les serpents Crotalus polystictus. En effet, la progéniture non viable venant de naître est susceptible de transporter des agents pathogènes spécifiques à leur hôte, ceux-ci étant souvent partagés avec la mère. Ainsi, il y aura d’une part moins de transmission de pathogènes pour le cannibalisme que pour d’autres sortes de cannibalisme, mais cela permet aussi de diminuer le nombre d’individus non sains au sein de la population[26].

- Le sex-ratio peut parfois être modifié via le cannibalisme, menant à une croissance de la population (s’il n’y a pas d'autres facteurs de régulation).

En effet, dans le cas de cannibalisme sexuel par exemple, si la femelle mange le mâle au cours de l’accouplement alors il y aura une forte mortalité des mâles qui ne survivent pas à la nuptialité. Ainsi, post-accouplement il y aura plus de femelles que de mâles dans la population et donc le sex-ratio sera biaisé en faveur des femelles. Cependant, ce biais ne sera pas bien important puisque chez les espèces présentant du cannibalisme sexuel la survie de la population ne dépasse généralement pas un an, donc il n'y aura finalement pas plus de femelles que de mâles à la génération suivante puisque les femelles vont aussi mourir peu de temps après.
Le cannibalisme peut également jouer sur le sex-ratio d’une manière plus directe. C’est par exemple le cas chez le Hamster doré Mesocricetus auratus. Normalement, il y a autant de cannibalisme sur les petits mâles que femelles ; cependant, il a été remarqué que lorsque les jours sont plus courts il y a plus de cannibalisme sur les femelles. Les jours raccourcis témoignent de futures mauvaises conditions environnementales (approche de l’hiver) et donc les mères vont avoir ce comportement pour permettre la survie des individus les plus aptes à passer la mauvaise saison. Or, ce sont les jeunes mâles qui passent mieux l’hiver et ont une meilleure reproduction immédiatement après cet hiver. La femelle augmente ainsi la rentabilité future de son génome car les mâles pourront mieux transmettre ses gènes. Le cannibalisme des moins aptes à survivre permet ici d’augmenter la survie des plus aptes et leur reproduction future, et donc d’augmenter la population future.
Cependant, cette étude est controversée puisqu'il serait possible de se demander pourquoi se concentrer sur un cannibalisme sur les femelles, car même si elles survivent moins à la mauvaise saison, si seuls les mâles passent l'hiver le biais de sex-ratio en faveur des mâles pourra mener à un surplus de mâles et donc à des individus ne pouvant pas forcément se reproduire... Il serait donc en fait plus logique de se concentrer sur un cannibalisme des mâles pour mieux élever les femelles pour permettre d'avoir autant de mâles que de femelles à la fin de l'hiver : puisque les mâles survivent mieux à l'hiver, aider les femelles en les nourrissant mieux (via le cannibalisme d'une petite portion de mâles) pourrait aider à avoir autant des deux sexes passant la saison hivernale.[réf. nécessaire]
- Le cannibalisme peut également être une façon de diminuer la compétition des individus entre eux et de réguler leur densité[réf. nécessaire].

La recherche de nourriture (= fourragement) des individus affecte directement la dynamique de la population car elle est liée aux ressources, à la survie et à la reproduction. Dans cette optique de recherche de nourriture, le cannibalisme peut être vu comme un choix des fourrageurs pour une variété de proies particulières. Quand on considère un modèle de recherche de nourriture appliquée au cannibalisme, on doit prendre en compte trois facteurs : la vulnérabilité de la proie, sa densité et la quantité et qualité de ressources qu’elle représente. La vulnérabilité dépend de l’âge, du stade de développement, de la taille, de la morphologie et même parfois de la faim car plus un individu est affamé et moins ses critères de sélections vis-à-vis de cette vulnérabilité vont être grands.
- Le cannibalisme n’est pas un moyen d’augmenter la fitness du groupe, mais seulement la fitness individuelle. Ainsi, c’est pourquoi trop de cannibalisme entraînerait un déclin de la population et sa disparition. Mais, fort heureusement, bien qu’il existe de nombreuses formes de cannibalisme, il est très souvent lié à un besoin anormal d’acquérir des ressources qui ne peuvent pas être fournies par l’environnement ou qui sont trop coûteuses à obtenir (pour causes de danger, de trop grandes recherches…). Le cannibalisme est alors un moyen de permettre la survie de la population à travers la survie de certains des individus : tout le groupe ne peut pas survivre dans les conditions environnementales et donc la survie des plus aptes permettra à l’ensemble de survivre. Le cannibalisme n’est pas continu : il va y avoir une dynamique particulière avec des moments où la population présentera beaucoup de cannibalisme car elle y sera contrainte pour survivre et des moments où elle arrêtera cette activité car elle n’en aura plus besoin.[réf. nécessaire]

### Conséquences démographiques du cannibalisme
La prédation est un sujet largement étudié en écologie, il s’agit d’une interaction qui peut jouer fortement sur les dynamiques proies-prédateurs. Un individu cannibale étant un prédateur, avec une proie conspécifique au lieu d’hétérospécifique, il semble donc logique que le cannibalisme pourra lui aussi influencer les dynamiques proies-prédateurs. Cependant, c’est difficilement démontrable dans la nature. Ainsi, les scientifiques tentent plus généralement de partir de modèles mathématiques et d’ensuite mener des expériences pour valider ou invalider leurs modèles. C’est pourquoi, en général, il existe surtout des études mathématiques portant sur les dynamiques dues au cannibalisme et moins de suivis expérimentaux. Parmi ces études, la plupart portent sur un certain type de cannibalisme : celui qui apparait en cas de différences de classes de tailles ou d’âge chez la population de prédateurs : il y aura ainsi du cannibalisme des prédateurs les plus vieux/gros sur les plus jeunes/petits. C’est donc dans un tel contexte que s’inscrivent la plupart des articles scientifiques sur les dynamiques de cannibales.[réf. nécessaire]
Avant tout chose, il faut aussi savoir[pas clair] qu’en fonction des conditions démographiques initiales, les quatre aspects évoqués plus haut (i) (ii) (iii) et (iv) (soit tuer sa proie, manger sa proie, interactions tailles dépendantes et compétition intra-spécifiques, le tout appliqué dans un cadre de cannibalisme) vont interagir les uns avec les autres et influer sur la dynamique de la population cannibale, via leur impact sur la rentabilité des individus (proies et prédateurs). Actuellement, une étude simultanée de tous ces aspects du cannibalisme sur la dynamique semble impossible du fait de la complexité des modèles nécessaires. Les scientifiques en viennent donc souvent à se focaliser sur un ou plusieurs de ces traits lors de leurs recherches. Sans aboutir à un modèle complet, ces études permettent de mettre en évidence les tendances démographiques liées au cannibalisme.

#### Oscillations amorties – «stabilisation»

##### Changement des dynamiques proies-prédateurs

###### Zoom sur les dynamiques proies-prédateurs avec cannibalisme
Du fait des interactions proies-prédateurs, le cannibalisme va agir directement sur les populations de prédateurs, mais aussi indirectement sur les populations de proies : si les prédateurs gagnent plus d’énergie à s’entre-dévorer qu’à chercher et manger des proies hétérospécifiques alors ils n’auront pas le même impact sur celles-ci que s’ils s’attaquaient uniquement à elles. Le cannibalisme apparaît parfois en cas de déficit de proies dans le milieu, ainsi certains auteurs arguent qu’il pourrait s’agir d’un mécanisme capable de diminuer la compétition entre prédateurs mais aussi tout simplement permettant de survivre à ces conditions particulières. Cet par exemple le cas de l’auteur Van den Bosch qui part de cette idée et suppose qu’il doit donc finalement y avoir aussi un impact sur les dynamiques de prédateurs et de proies.
Puisqu’il est très difficile de voir ce comportement naturellement, Van der Bosch crée divers modèles mathématiques et a validé l’un de ceux-ci expérimentalement. Celui-ci s’intéresse à des populations de copépodes (Cyclops abyssorum) très cannibales. Son modèle permet de montrer qu’en absence de prédateur et avec une limitation de ressources (il intègre une capacité de charge du milieu), une proie suit une croissance logistique (comme le montrent les modèles simples de dynamique des populations), mais aussi que la prédation entraîne un certain taux de mortalité. Sans pénurie alimentaire, le prédateur présente plusieurs stades de vie (œuf, différents stades larvaires, adulte). À partir d’un certain âge, les copépodes sont suffisamment gros pour manger leurs semblables, ce qui se traduit par une réponse fonctionnelle de Holling de type II (le nombre de proies capturées augmente linéairement en fonction du nombre de proies, mais finalement on atteint une saturation due au fait que le temps de manipulation des proies par les prédateurs n’est pas négligeable). En faisant varier l’activité cannibale, il a pu déterminer le taux d’attaque des cannibales sur leurs congénères appelé C et donc pu l’insérer à ses équations pour modéliser en fonction du temps les oscillations des abondances de proies hétérospécifiques et des prédateurs (cannibales et non cannibales sont mis ensemble).
- En absence de cannibalisme (C=0), on trouve des oscillations proies-prédateurs typiques de celles évoquées par le système d’équations de Lotka-Volterra. Il y a donc une dynamique cyclique : les densités de proies et prédateurs augmentent puis diminuent avec une période particulière, on distingue en outre un retard d’un quart de phase entre le prédateur et sa proie.
- Quand on insère beaucoup de cannibalisme (C=1), la population converge rapidement vers un équilibre stable, c'est-à-dire qu’il y aura des oscillations tellement amorties dans l’augmentation-diminution des prédateurs au cours du temps qu’aucun changement en densité ou en composition de la population ne sera perçu. Et ce, pas uniquement pour la population cannibale, mais aussi pour ses proies hétérospécifiques !
- Si on fait varier le taux de cannibalisme entre ces deux extrêmes (0<C<1), alors on peut voir qu’un peu de cannibalisme entraine une diminution de l’amplitude des oscillations proies-prédateurs sans changement de période, puis qu’un taux intermédiaire de cannibalisme entraîne des oscillations qui s’amortissent au cours du temps pour donner finalement le même résultat qu’en C=1 (bien que beaucoup moins vite).

Ainsi, Van der Bosch crée un modèle qui montre également que les densités des proies et des prédateurs moyennes en présence de cannibalisme sont plus faibles qu’en absence de cannibalisme. Ainsi, son modèle montre que le cannibalisme pourrait être un mécanisme capable de diminuer ou même éliminer les oscillations proies-prédateurs, ce qui signifie que le nombre d’entrées dans les populations (naissances et immigrations) serait égal au nombre de sorties (morts et émigrations) ce qui mène à un équilibre stable, parfois appelé grossièrement une « stabilité ».

###### Différents états finaux en fonction des paramètres des populations
Cependant, il n’y a pas toujours cet état final ! Dans une autre étude, Van den Bosch soulève le problème suivant : selon les modèles et les expériences, il peut y avoir des conclusions très différentes. En effet, en utilisant à nouveau le modèle de Lotka-Volterra et une réponse fonctionnelle de Holling hyperbolique, il dit qu’en fonction des paramètres initiaux on aura soit un changement de l’état d’équilibre (c'est-à-dire des densités de proies-prédateurs différentes de l’état d’équilibre trouvées sans cannibalisme (augmentation ou diminution de ces densités suivant les cas)), soit il pourra apparaître des mécanismes de stabilisation. Il constate par exemple que le taux d’attaque et la capacité de charge peuvent jouer dans l’état stable ou instable de l’équilibre obtenu, mais cela peut aussi dépendre de qui est cannibale dans la population de prédateurs : si la population n’est prédatrice qu’à un stade adulte et que ce sont seulement ces adultes qui deviennent cannibales, cela n’aura pas du tout le même effet que si toute la population est prédatrice et donc potentiellement cannibale et donc il n’y aura pas le même effet sur la dynamique proie-prédateur.
Ainsi, selon certains paramètres initiaux, il constate qu’on pourra soit augmenter, soit diminuer la densité de prédateurs selon les paramètres suivants :
- Pour de petits taux d’attaque et une large capacité de charge de la proie : l’augmentation du taux de cannibalisme entraîne une augmentation de la densité de prédateurs.
- Pour de grands taux d’attaques et une faible capacité de charge de la proie : l’augmentation du taux de cannibalisme entraîne une diminution de la densité de prédateurs (cas des copépodes évoqués précédemment par exemple).

De plus, comme nous l’avons énoncé précédemment, Van der Bosch pense que la réponse sera totalement différente suivant qui est cannibale :
- Quand on a un modèle structuré en âge, avec un cannibalisme des prédateurs adultes sur les jeunes, l’augmentation du cannibalisme diminue la densité des prédateurs adultes et des jeunes indépendamment des valeurs prises par le modèle. Les états d’équilibre des juvéniles petits et vulnérables entrainent une augmentation ou une diminution du taux de cannibalisme en fonction des valeurs des paramètres du modèle.
  - Ainsi, il a parfois été observé sur certaines populations de zooplanctons de Mer du nord, que cannibalisme augmente la densité de populations des prédateurs (modèle de l’ENSERM cité par Van der Bosch).
  - À l’inverse, nous avions vu précédemment chez les copépodes que le cannibalisme entraînait une diminution des prédateurs avec l’augmentation du taux d’attaque.

- Quand on a un modèle qui n’est pas structuré en âge, le cannibalisme peut également avoir un effet stabilisateur et induire une augmentation des densités de prédateurs et de proies. C’est ce que montre le modèle de Kohlmeier et Ebenhöh[32] qui utilisent le modèle simple de Lotka-Volterra en considérant une croissance logistique de la proie (laquelle stabilise le système).

En effet, ils intègrent dans leur modèle une petite capacité de charge de la proie, proche de zéro, un paramètre de saturation de l’appétit du prédateur, et un terme de cannibalisme. On remarque alors que la saturation de l’appétit déstabilise l’état stationnaire et peut également forcer le système à tendre vers un cycle limite. D’autre part, on constate que si le cannibalisme augmente, alors la population atteindra un cycle limite correspondant à un équilibre stable. Par ailleurs, la capacité de charge n’influe pas sur le changement de dynamique lié au cannibalise (pas de changement quand on la fait varier dans le modèle). De plus, si on augmente l’intensité de cannibalisme, on remarque une augmentation de la densité finale de la densité de proies et de prédateurs, bien qu’il y ait ici encore des oscillations amorties.
Il y a donc un effet stabilisateur et une augmentation de la densité de proies et de prédateurs dans ce cas de populations non structurées en âge.

###### Petite conclusion
- En revanche, il n’y aura pas toujours augmentation ou diminution des densités de populations : cela dépend de différents paramètres, dont les mécanismes biologiques de l’interaction prédateur-proie et la structure de la population cannibale.

##### Vers une stabilisation des effectifs de la population (qui présente du cannibalisme)
Considérons à présent uniquement une population de prédateurs divisée en deux groupes distincts d'individus cannibales et d'individus proies (donc ici proies conspécifiques). De nombreux modèles prédisent une stabilisation de la dynamique de cette population. Par exemple, les relations d'exploitation entre ces groupes peuvent générer :
- Des cycles chaotiques de dynamique de population. Dans ce cas le cannibalisme peut permettre de stabiliser les fluctuations de la densité de population.
- Des oscillations dans leurs effectifs respectifs (le plus souvent avec un décalage de phase négatif chez le prédateur). Dans ce cas le cannibalisme permettra de réduire l'amplitude des oscillations, voir d'atteindre un équilibre stable. C'est ce que l'observe par exemple dans une étude réalisée par Claessen[33] :

Il travaille sur une population de poissons structurée en taille. Les individus de petite taille sont ici meilleurs compétiteurs que ceux de grande taille, comme c'est souvent le cas du fait des besoins énergétiques qui augmentent plus vite que les capacités des individus à trouver des ressources suffisantes, et d'un métabolisme mieux adapté. Les individus de grande taille peuvent alors passer par le cannibalisme. C'est le cas des populations de poissons qu'il étudie. Sans cannibalisme, on observe une forte compétition entre les groupes de différentes tailles qui mène à des oscillations identiques dans les densités de chacun des groupes. Avec des taux de cannibalisme modérés on réduit la compétition entre les groupes ce qui autorise leur coexistence : l'effet du cannibalisme taille dépendant compense l'effet de la compétition taille dépendante. On obtient alors une dynamique de population beaucoup plus stable, avec une répartition en taille relativement homogène chez les individus et des fluctuations très faibles dans la densités de population.
Cushing a lui aussi mis en évidence cette stabilisation lors de son étude de population de poissons cannibales structurée en taille : Si, le nombre net de reproduction est >1, on a une autorégulation de la population. Ceci est vrai, si et seulement si, l’intensité du cannibalisme et l'approvisionnement en ressources sont suffisamment grands. Or, comme le cannibalisme est souvent une réponse à des niveaux faibles de ressources, il est peu ou pas pratiqué lorsque celles-ci sont présentes en quantité suffisante. La stabilisation est donc théorique.

#### Bistabilité
Imaginons une population dont la dynamique est constante (qu'il s'agisse d'un cycle ou d'un équilibre stable) à un temps t. L'introduction du cannibalisme dans cette population va modifier la dynamique de la population et, en fonction des conditions initiales et des valeurs des constantes du modèle, mener vers un des états alternatif stables possibles. Afin d'illustrer cette notion, nous nous appuierons sur une étude menée par Cushing :
Il considère une classe de jeune (YOY = young of the year, individus de moins de 1 an) et une classe d'adultes cannibales. La compétition intervient entre les YOY pour la ressource basale, et définit leur taille à l'âge de 1 an. Le taux de cannibalisme est lui considéré comme proportionnel à la taille des adultes.
Les effets négatifs résident dans la mortalité des proies (i), les effets positifs sont divisés en deux catégories :
- Effets positifs directs : L’énergie métabolique directement issue de la consommation de la proie (ii) augmente la fécondité et la survie du cannibale. De ce fait, à la génération suivante il y aura potentiellement plus de proies produites et disponibles dans le milieu. Dans le cas où la différence des coûts et des bénéfices est positive, cet effet positif direct peut permettre à une population de se maintenir en cas de disette.

- Effets positifs indirects : Dans une population où le cannibalisme touche des jeunes qui sont en compétition pour les ressources, les survivants verront leur rentabilité augmenter fortement et donneront des adultes de plus grosse taille.

Les conditions initiales et la valeur des constantes du modèle peuvent alors mener à deux équilibres stables distincts : un équilibre où la taille ultime des poissons est faible, et un équilibre avec des poissons de grande taille. On parle alors de bistabilité.

#### Distribution taille dépendante des effectifs de la population
La présence de cannibalisme et de compétition intra-spécifique peut générer une répartition discrète en génération dans la population, donc potentiellement des classes de taille. En effet, ces phénomènes entraînent une pression forte sur une ou des fractions précises de la population du fait du ratio limite taille des victimes/taille des cannibales autorisant la prédation intra-spécifique. Le cannibalisme taille dépendant est aussi présent lorsqu’une taille de proie vient à disparaître, il peut alors apparaître sur des individus, de l’espèce en question, de la même catégorie de taille que les proies absentes.[réf. nécessaire]
C’est ce qu’a pu observer DeAngelis lors de ses expériences sur les poissons Micropterus salmoides (Lacépède). En effet, les juvéniles de la même taille que les proies absentes se faisaient cannibaliser par les adultes. Grâce à diverses expériences, DeAngelis a pu élaborer un modèle mathématique montrant que la distribution initiale en taille des poissons Micropterus salmoides est plus importante pour l'évolution de leur dynamique que la quantité de ressources alternatives qu’ils ont à disposition. Ainsi, il a pu observer, qu’au sein de cette population de poissons micropterus salmoides cannibales, la distribution initiale en taille des individus d'une cohorte guide l'évolution de sa dynamique :
- En partant d'une distribution initiale dite évasée, avec une large gamme de taille, on obtient une population composée de peu d'individus de grande taille à la fin de la saison.
- Une distribution initiale dite étroite, avec une gamme réduite de tailles, mène à une grande population d'individus de petite taille.

Dans le modèle de Claessen cité précédemment : si le taux de cannibalisme augmente trop, on obtient de nouveau des cycles, avec des oscillations de grande amplitude, et une distribution en taille bimodale dans la population avec des individus de petites tailles peu cannibales (« nains ») et des « géants » très cannibales.
DeAngelis arrive donc aux mêmes conclusions que Claessen sans cette étude : le cannibalisme induit des cycles de population avec une forte distribution bimodale en taille. La population sera composée de deux classes de taille distinctes : une classe dense d'individus de petite taille (relative) et une classe clairsemée d'individus qualifiés de « géants ». Ces derniers présentent principalement un comportement cannibale, quand les premiers se nourrissent majoritairement de la ressource alternative.

#### Déstabilisation des effectifs de la population
Si l’on part d’une population où la mortalité due au cannibalisme est stable durant t générations, et que ce taux de natalité est significativement modifié du fait des conditions environnementales, alors un cycle de densité de population émerge. En prenant en compte certains aspects du cannibalisme, on obtient souvent une évolution chaotique de la densité de population. La déstabilisation va agir sur un équilibre stable puisqu'après il n'existera plus du tout
C’est le cas dans le modèle de Ricker, lorsqu’on augmente le taux de croissance de la population on peut observer l’émergence d’une dynamique chaotique de la densité de population.

#### Mécanisme de «canot de sauvetage» - maintien des populations au-dessus de l’extinction
Quand la nourriture est trop faible pour les adultes, manque de proies, alors dans certains cas ils vont dévorer leurs jeunes pour survivre et échapper à l’extinction. On parle d’effet de « canot de sauvetage » uniquement si :
- Les juvéniles se nourrissent d’une source de nourriture inaccessible aux adultes,
- Les adultes cannibales peuvent intégrer indirectement la ressource inaccessible via l’ingestion de jeunes,
- À faible densité de population, l’énergie fournie par un juvénile cannibalisé et ensuite convertie en nouvelle progéniture produite par le cannibale est supérieure à 1.

En dévorant les jeunes, l’adulte cannibale peut augmenter son taux de reproduction ou diminuer son taux de mortalité. Quand il y a des proies hétérospécifiques accessibles, mais qu’elles ne sont pas assez reproductives pour soutenir la population de prédateur, le cannibalisme peut diminuer le risque d’extinction. Si les individus adultes ne deviennent pas cannibales : l’abondance de prédateurs diminue jusqu’à s’éteindre, s’ils deviennent cannibales envers les jeunes alors l’abondance de la population peut ne pas décroître jusqu’à l’extinction et arriver à se maintenir. De plus, une augmentation de la densité de population juvénile peut permettre aux adultes de se maintenir en vie : les jeunes ayant accès à une ressource, ils vivent et grandissent, puis une partie est mangée par les adultes, ce qui leur permet de survivre et de produire davantage de jeunes, ce qui leur permettra de continuer à survivre. Ce mécanisme de « canot de sauvetage » peut être vu comme un effet Allee peu habituel.
Remarque : cette idée a d'ailleurs été également soulevée par Cushing qui dit que : si le nombre net de reproduction est inférieur à 1, alors une population de « non-cannibale » irait à l’extinction. Mais le cannibalisme peut éviter cette extinction, soit en créant un équilibre stable positif ou, dans le cas extrême de très faibles ressources, une croissance démographique non régulée. C'est une stratégie dite de sauvetage qui fonctionne comme expliqué précédemment.